# Chicago Film Critics Association Award per il miglior film in lingua straniera
Il Chicago Film Critics Association Award per il miglior film in lingua straniera (CFCA for Foreign Language Film) è una categoria di premi assegnata dalla Chicago Film Critics Association, per il miglior film in lingua straniera dell'anno.
È stata consegnata ininterrottamente dal 1988 in poi.

## Vincitori e candidati
I vincitori sono indicati in grassetto, con a seguire gli eventuali altri candidati.

### Anni 1980
- 1988
  - Arrivederci, ragazzi (Au revoir les enfants), regia di Louis Malle
- 1989
  - Enrico V (Henry V), regia di Kenneth Branagh

### Anni 1990
- 1990
  - Il cuoco, il ladro, sua moglie e l'amante (The Cook, the Thief, His Wife and Her Lover), regia di Peter Greenaway
  - Cyrano de Bergerac, regia di Jean-Paul Rappeneau
  - Sogni (Yume), regia di Akira Kurosawa
- 1991
  - Un angelo alla mia tavola (An Angel at My Table), regia di Jane Campion
- 1992
  - La moglie del soldato (The Crying Game), regia di Neil Jordan
- 1993
  - Lezioni di piano (The Piano), regia di Jane Campion
- 1994
  - Trilogia dei Tre colori (Trois couleurs), regia di Krzysztof Kieślowski
- 1995
  - Il postino, regia di Michael Radford (Italia)
  - La città perduta (La Cité des enfants perdus), regia di Jean-Pierre Jeunet e Marc Caro (Francia)
  - Lamerica, regia di Gianni Amelio (Italia)
  - I miserabili (Les Misérables), regia di Claude Lelouch (Francia)
  - Sotto gli ulivi (Zir-e derakhtān-e zeytun), regia di Abbas Kiarostami (Iran)
- 1996
  - Decalogo (Dekalog), regia di Krzysztof Kieślowski (Polonia)
  - Hong Kong Express (Chóngqìng sēnlín), regia di Wong Kar-wai (Hong Kong)
  - L'odio (La Haine), regia di Mathieu Kassovitz (Francia)
  - Ridicule, regia di Patrice Leconte (Francia)
  - Les Voleurs, regia di André Téchiné (Francia)
- 1997
  - Vuoi ballare? - Shall We Dance? (Shall we dansu?), regia di Masayuki Suo
  - Il buio nella mente (La Cérémonie), regia di Claude Chabrol
  - Irma Vep, regia di Olivier Assayas
  - Ognuno cerca il suo gatto (Chacun cherche son chat), regia di Cédric Klapisch
  - Lo sguardo di Ulisse (To vlemma tou Odyssea), regia di Theo Angelopoulos
- 1998
  - La vita è bella, regia di Roberto Benigni (Italia)
  - Festen - Festa in famiglia (Festen), regia di Thomas Vinterberg (Danimarca)
  - Hana-bi - Fiori di fuoco (Hana-bi), regia di Takeshi Kitano (Giappone)
  - Madadayo - Il compleanno (Madadayo), regia di Akira Kurosawa (Giappone)
  - Il sapore della ciliegia (Ta'm-e gilās...), regia di Abbas Kiarostami (Iran)
- 1999
  - Tutto su mia madre (Todo sobre mi madre), regia di Pedro Almodóvar (Spagna, Francia)
  - Gli amanti del Pont-Neuf (Les Amants du Pont-Neuf), regia di Leos Carax (Francia)
  - Lola corre (Lola rennt), regia di Tom Tykwer (Germania)
  - Racconto d'autunno (Conte d'automne), regia di Éric Rohmer (Francia)
  - Wandāfuru raifu, regia di Hirokazu Kore'eda (Giappone)

### Anni 2000
- 2000
  - La tigre e il dragone (Wòhǔ Cánglóng), regia di Ang Lee
  - Beau Travail, regia di Claire Denis
  - La ragazza sul ponte (La Fille sur le pont), regia di Patrice Leconte
  - Il vento ci porterà via (Bād mā rā khāhad bord), regia di Abbas Kiarostami
  - Yi Yi - e uno... e due... (Yī Yī), regia di Edward Yang
- 2001
  - Il favoloso mondo di Amélie (Le Fabuleux Destin d'Amélie Poulain) di Jean-Pierre Jeunet
- 2002
  - Y tu mamá también - Anche tua madre (Y tu mamá también), regia di Alfonso Cuarón (Messico)
  - Atanarjuat il corridore (Atanarjuat), regia di Zacharias Kunuk (Canada)
  - 8 donne e un mistero (8 femmes), regia di François Ozon (Francia)
  - La città incantata (Sen to Chihiro no kamikakushi), regia di Hayao Miyazaki (Giappone)
  - Parla con lei (Hable con ella), regia di Pedro Almodóvar (Spagna)
- 2003
  - City of God (Cidade de Deus), regia di Fernando Meirelles e Kátia Lund
  - Appuntamento a Belleville (Les Triplettes de Belleville), regia di Sylvain Chomet
  - Il figlio (Le Fils), regia di Jean-Pierre e Luc Dardenne
  - Le invasioni barbariche (Les Invasions barbares), regia di Denys Arcand
  - L'uomo senza passato (Mies vailla menneisyyttä), regia di Aki Kaurismäki
- 2004
  - Una lunga domenica di passioni (Un long dimanche de fiançailles), regia di Jean-Pierre Jeunet
- 2005
  - Niente da nascondere (Caché), regia di Michael Haneke
  - 2046, regia di Wong Kar-wai
  - La caduta - Gli ultimi giorni di Hitler (Der Untergang), regia di Oliver Hirschbiegel
  - Kung Fusion (Gōngfu), regia di Stephen Chow
  - Old Boy (Oldeuboi), regia di Park Chan-wook
- 2006
  - Lettere da Iwo Jima (Letters from Iwo Jima), regia di Clint Eastwood
- 2007
  - 4 mesi, 3 settimane, 2 giorni (4 luni, 3 săptămâni și 2 zile), regia di Cristian Mungiu
  - Black Book (Zwartboek), regia di Paul Verhoeven
  - Lussuria - Seduzione e tradimento (Sè, jiè), regia di Ang Lee
  - The Orphanage (El orfanato), regia di Juan Antonio Bayona
  - Lo scafandro e la farfalla (Le Scaphandre et le Papillon), regia di Julian Schnabel
  - La Vie en rose (Le Môme), regia di Olivier Dahan
- 2008
  - Lasciami entrare (Låt den rätte komma in), regia di Tomas Alfredson
  - La banda (Bikúr ha-tizmorét), regia di Eran Kolirin
  - Che - L'argentino (Che: Part One) e Che - Guerriglia (Che: Part Two), regia di Steven Soderbergh
  - Racconto di Natale (Un conte de Noël), regia di Arnaud Desplechin
  - Ti amerò sempre (Il y a longtemps que je t'aime), regia di Philippe Claudel
- 2009
  - Il nastro bianco (Das weiße Band), regia di Michael Haneke
  - Gli abbracci spezzati (Los abrazos rotos), regia di Pedro Almodóvar
  - La battaglia dei tre regni (Chì bì), regia di John Woo
  - Ore d'estate (L'Heure d'été), regia di Olivier Assayas
  - Sin nombre, regia di Cary Joji Fukunaga

### Anni 2010
- 2010
  - Il profeta (Un prophète), regia di Jacques Audiard
  - Biutiful, regia di Alejandro González Iñárritu
  - Io sono l'amore, regia di Luca Guadagnino
  - Madre (Madeo), regia di Bong Joon-ho
  - Uomini che odiano le donne (Män som hatar kvinnor), regia di Niels Arden Oplev
- 2011
  - Una separazione (Jodāyi-e Nāder az Simin), regia di Asghar Farhadi
  - La donna che canta (Incendies), regia di Denis Villeneuve
  - In un mondo migliore (Hævnen), regia di Susanne Bier
  - La pelle che abito (La piel que habito), regia di Pedro Almodóvar
  - Lo zio Boonmee che si ricorda le vite precedenti (Lung Buỵmī ralụk chāti), regia di Apichatpong Weerasethakul
- 2012
  - Amour, regia di Michael Haneke
  - C'era una volta in Anatolia (Bir zamanlar Anadolu'da), regia di Nuri Bilge Ceylan
  - Holy Motors, regia di Leos Carax
  - Quasi amici - Intouchables (Intouchables), regia di Olivier Nakache e Éric Toledano
  - Un sapore di ruggine e ossa (De rouille et d'os), regia di Jacques Audiard
- 2013
  - L'atto di uccidere (The Act of Killing), regia di Joshua Oppenheimer
  - La bicicletta verde (Wajda), regia di Haifaa Al-Mansour
  - Si alza il vento (Kaze tachinu), regia di Hayao Miyazaki
  - Il sospetto (Jagten), regia di Thomas Vinterberg
  - La vita di Adele (La Vie d'Adèle - Chapitres 1 & 2), regia di Abdellatif Kechiche
- 2014
  - Forza maggiore (Turist), regia di Ruben Östlund
  - Due giorni, una notte (Deux jours, une nuit), regia di Jean-Pierre e Luc Dardenne
  - Ida, regia di Paweł Pawlikowski
  - Mommy, regia di Xavier Dolan
  - The Raid 2: Berandal (Serbuan maut 2: Berandal), regia di Gareth Evans
- 2015
  - Il figlio di Saul (Saul fia), regia di László Nemes
  - The Assassin (Cìkè Niè Yǐnniáng), regia di Hou Hsiao-hsien
  - The Look of Silence, regia di Joshua Oppenheimer
  - Il segreto del suo volto (Phoenix), regia di Christian Petzold
  - White God - Sinfonia per Hagen (Fehér isten), regia di Kornél Mundruczó
- 2016
  - Mademoiselle (Agassi), regia di Park Chan-wook
  - Elle, regia di Paul Verhoeven
  - Julieta, regia di Pedro Almodóvar
  - Neruda, regia di Pablo Larraín
  - Vi presento Toni Erdmann (Toni Erdmann), regia di Maren Ade
- 2017
  - The Square, regia di Ruben Östlund
  - 120 battiti al minuto (120 battements par minute), regia di Robin Campillo
  - Una donna fantastica (Una mujer fantástica), regia di Sebastián Lelio
  - Loveless (Neljubov'), regia di Andrej Zvjagincev
  - Raw - Una cruda verità (Grave), regia di Julia Ducournau
- 2018
  - Roma, regia di Alfonso Cuarón
  - Burning (Beoning), regia di Lee Chang-dong
  - Cafarnao - Caos e miracoli (Kafarnāḥūm), regia di Nadine Labaki
  - Cold War (Zimna wojna), regia di Paweł Pawlikowski
  - Un affare di famiglia (Manbiki kazoku), regia di Hirokazu Kore'eda
- 2019
  - Parasite (Gisaengchung), regia di Bong Joon-ho
  - Dolor y gloria, regia di Pedro Almodóvar
  - La donna dello scrittore (Transit), regia di Christian Petzold
  - The Farewell - Una bugia buona (The Farewell), regia di Lulu Wang
  - Ritratto della giovane in fiamme (Portrait de la jeune fille en feu), regia di Céline Sciamma

### Anni 2020
- 2020[1][2]
  - Un altro giro (Druk), regia di Thomas Vinterberg
  - Bacurau, regia di Kleber Mendonça Filho e Juliano Dornelles
  - Colectiv, regia di Alexander Nanau
  - La Llorona, regia di Jayro Bustamante
  - La ragazza d'autunno (Dylda), regia di Kantemir Balagov
  - Vitalina Varela, regia di Pedro Costa
- 2021[3][4]
  - Drive My Car, regia di Ryūsuke Hamaguchi
  - Un eroe (Qahremān), regia di Asghar Farhadi
  - Petite Maman, regia di Céline Sciamma
  - Titane, regia di Julia Ducournau
  - La persona peggiore del mondo (Verdens verste menneske), regia di Joachim Trier

- 2022[5][6]
  - Decision to Leave (헤어질 결심), regia di Park Chan-wook
  - Bardo, la cronaca falsa di alcune verità (Bardo, falsa crónica de unas cuantas verdades), regia di Alejandro González Iñárritu
  - Close, regia di Lukas Dhont
  - La scelta di Anne - L'Événement (L'Événement), regia di Audrey Diwan
  - RRR, regia di S. S. Rajamouli
  - Saint Omer, regia di Alice Diop
- 2023[7][8]
  - La zona d'interesse (The Zone of Interest), regia di Jonathan Glazer
  - Anatomia di una caduta (Anatomie d'une chute), regia di Justine Triet
  - Il ragazzo e l'airone (君たちはどう生きるか), regia di Hayao Miyazaki
  - Godzilla Minus One (ゴジラ), regia di Takashi Yamazaki
  - La sala professori (Das Lehrerzimmer), regia di İlker Çatak
- 2024[9]
  - All We Imagine As Light - Amore a Mumbai (All We Imagine as Light), regia di Payal Kapadiya (Francia/India/Italia/Lussemburgo/Paesi Bassi)
  - Les Chambres rouges, regia di Pascal Plante (Canada)
  - Emilia Pérez, regia di Jacques Audiard (Francia)
  - Il male non esiste (Aku wa sonzai shinai), regia di Ryūsuke Hamaguchi (Giappone)
  - Il seme del fico sacro (Dāne-ye anjīr-e ma'ābed), regia di Mohammad Rasoulof (USA/Germania)